# Metallyticus
Metallyticus (лат.) — род насекомых из отряда богомоловых, единственный в семействе Metallyticidae.

## Описание
Встречаются в Юго-Восточной Азии. От всех остальных богомолов отличаются своей блестящей зеленовато-синей окраской, сходной с жуками златками. Тело 1—2 см в длину, дорсовентрально сплющенное. Передвигаются располагая тело близко к земле, как тараканы. Встречаются на деревьях и под корой, где охотятся на тараканов.

## Систематика
Вместе с семейством Chaeteessidae считаются одной из самых примитивных групп богомолов (короткий проторакс, жилкование крыльев, сходное с тараканами). При исследовании гениталий самцов была построена кладограмма, в которой семейства Mantoididae, Chaeteessidae и затем Metallyticidae первыми дивергировали от общего корневого ствола богомолов.

### Классификация
На ноябрь 2020 года в род включают 5 видов с ареалами:
- Metallyticus fallax Giglio-Tos, 1917 — Калимантан
- Metallyticus pallipes Giglio-Tos, 1917 — Калимантан
- Metallyticus semiaeneus Westwood, 1889 — Саравак
- Metallyticus splendidus Westwood, 1835typus — Индия, Малайзия, Суматра
- Metallyticus violacea (Burmeister, 1838) — Калимантан, Мьянма, Малайзия, Суматра, Ява